# Rødt lys STOP
”Rødt lys STOP” er en fysisk udfordrende leg for børn fra ca. 4 år. Der kan være fra 3 til ca. 12 deltagere. Den leges bedst udendørs og kræver ingen hjælpemidler (evt. tegnekridt).

## Forberedelser
Der vælges en deltager der skal være ”lyssignal”. Øvrige deltagere stiller sig på række bag startlinien – denne er en linje tegnet i sandet eller med kridt; evt. kan en fortovskant el.lign. bruges. Lyssignalet står i en passende afstand fra startlinen (5 meter eller mere passende til deltagernes alder).

## Fremgangsmåde
Med hænderne for øjnene vender lyssignalet sig med ryggen mod startlinien og siger højt ”Grønt lys !”, tæller til tre og siger højt ”Rødt lys STOP !” for samtidig at tage hænderne fra øjnene og vende sig mod de øvrige deltagere. 
I tidsrummet mellem ”Grønt lys” og ”rødt lys” skal deltagerne ved startlinien bevæge sig fremad mod lyssignalet – men skal stå stille og fryse så snart der bliver rødt lys. Hvis man bevæger sig – og lyssignalet opdager det – vil lyssignalet beordre én tilbage til startlinien, og man må så begynde forfra. Hvis der er flere der bevæger sig kan lyssignalet også sende disse deltagere tilbage til startlinien. 
Lyssignalet vender sig nu igen med ryggen mod de øvrige deltagere og siger igen ”Grønt lys… rødt lys STOP !” mens de øvrige deltagere bevæger sig yderligere frem mod lyssignalet. Den deltager der først når op og rører lyssignalet overtager rollen som nyt lyssignal – alle andre skal tilbage til startlinien – og man begynder forfra.